# Stichodactyla duerdeni
Stichodactyla duerdeni är en havsanemonart som först beskrevs av Oscar Henrik Carlgren 1900.  Stichodactyla duerdeni ingår i släktet Stichodactyla och familjen Stichodactylidae. Inga underarter finns listade i Catalogue of Life.